# Bracia Zmartwychwstańcy
Bracia Zmartwychwstańcy: powieść z czasów Chrobrego – powieść historyczna Józefa Ignacego Kraszewskiego wydana po raz pierwszy w 1876 roku, należąca do cyklu Dzieje Polski.

## Treść
Akcja powieści toczy się na początku XI wieku. Po wielu zwycięskich wojnach Polska pod panowaniem Bolesława Chrobrego wydaje się potężna i bezpieczna. Jednak Bolesław wie, że to tylko pozory. Cesarstwo niemieckie i Ruś Kijowska, niegdyś pokonane przez księcia, teraz czekają na odpowiedni moment, by wziąć odwet. Księcia niepokoi też rywalizacja pomiędzy jego synami - młodszym Mieszkiem i starszym Bezprymem. Chcąc wzmocnić pozycję państwa na arenie międzynarodowej, podejmuje starania o królewską koronę, jednak napotyka przeszkody ze strony cesarza niemieckiego.
Na tle politycznej walki pomiędzy polskim władcą a wrogim mu cesarzem niemieckim toczą się losy braci Jurgi i Andruszki z rodu Jaksów. Byli to niegdyś dzielni woje księcia Bolesława, którzy za bandycki napad zostają przez władcę skazani na śmierć. W tajemnicy przed Bolesławem od śmierci ratuje ich małżonka księcia Emnilda. Przez długi czas muszą się ukrywać, w końcu jednak Emnilda wyjawia Chrobremu prawdę, który, żałując pochopnie wydanego wyroku, z wdzięcznością przyjmuje Jaksów z powrotem na dwór. Oni z kolei postanawiają się zrehabilitować za dawną zbrodnię, podejmując się niebezpiecznej misji udania się z poselstwem do papieża w celu wyjednania korony królewskiej dla księcia Bolesława. Misja kończy się sukcesem, Chrobry zostaje koronowany i wkrótce umiera, a Jaksowie są świadkami następującej potem reakcji pogańskiej.